# Assedio di Oguchi
L'assedio del castello di Oguchi fu combattuto nell'anno 1569 quando le forze del clan Shimazu assediarono il castello del clan Hishikari nella provincia di Ōsumi. Gli Hishikari, nonostante l'aiuto del clan Sagara, non riuscirono a rompere l'assedio e capitolarono definitivamente dopo una lunga ribellione.